# Hermannia disermifolia
Hermannia disermifolia är en malvaväxtart som beskrevs av Nikolaus Joseph von Jacquin. Hermannia disermifolia ingår i släktet Hermannia och familjen malvaväxter. Inga underarter finns listade i Catalogue of Life.